# Per compiacere sé stessi
Toe Ho Ji Gei (討好自己 Per compiacere se stessi) è l'album studio del 1994 della cantante cinese Wang Fei, conosciuta musicalmente anche come Faye Wong. L'album è cantato in cantonese e non ha un nome ufficiale inglese.
Pubblicato dall'etichetta Cinepoly Records in dicembre, appena pochi mesi dopo l'influentissimo album cantonese alternative Random Thoughts ed il secondo album cinese Sky, Ingratiate Oneself non è riuscito a pareggiare il loro successo commerciale ed i loro record di vendite.
Faye ha composto personalmente le canzoni Ingratiate Oneself, che dà il titolo all'album, ed Exit, generalmente considerate più "alternative" rispetto alle rimanenti canzoni.
Tutti i testi sono scritti e cantanti in cantonese, a parte Exit che è in cinese. A causa del fatto che, in quest'album, Faye ha preferito "parlare" sopra la musica piuttosto che cantare le canzoni, esso è descritto da qualcuno come rap, nonostante la sua distanza stilistica da tale genere. Inoltre, avendo una veduta quasi pessimistica, non ha raggiunto una grande popolarità tra i fan, ad eccezione dei tre singoli Ingratiate Oneself, Honeymoon e la ballad Brink of Love and Pain.
L'album è stato pubblicato con tre diverse copertine.

## Tracce
1. 討好自己 (Toe Ho Jee Gei) –
Ingraziarsi qualcuno
2. 蜜月期 (Mut Yuet Kei) –
Luna di miele
3. 為非作歹 (Wai Fei Jok Dai) –
Essere criminale
Cover di Here's Where the Story Ends, dei Sundays
4. 我怕 (Ngor Pa) –
Ho paura
5. 出路 (Chu Lu) –
Uscita
6. 平凡最浪漫 (Ping Faan Jui Long Maan) –
La semplicità è più romantica
7. 飄 (Piu) –
Fluttuare
8. 愛與痛的邊緣 (Ngoi Yu Toong Dik Been Yuen) –
All'orlo dell'amore e del dolore
9. 背影 (Bui Ying) –
Silhouette (tradotta letteralmente: Ombra della schiena)
10. 天不變地變 (Teen But Been Dei Been) –
Il cielo non cambia; il cuore cambia
È la versione cantonese di Amaranthine (不變, Bù Biàn), contenuta nel precedente album cinese di Faye Sky